# Корпадя
Корпадя (рум. Corpadea) — село у повіті Клуж в Румунії. Входить до складу комуни Апахіда.
Село розташоване на відстані 315 км на північний захід від Бухареста, 17 км на схід від Клуж-Напоки.

## Населення
За даними перепису населення 2002 року у селі проживали 466 осіб, з них 460 осіб (98,7%) румунів. Рідною мовою 464 особи (99,6%) назвали румунську.